# アイメリア・ネカトリックス
アイメリア・ネカトリックス（学名：Eimeria necatrix）とは、老齢の家禽に鬱血、出血、腸のネクローシス、血便に特徴付けられる激烈な腸コクシジウム症を引き起こすアイメリア属の1種。時として盲腸において巨大なシゾントが白色ないし黄色の点状物として観察されることがある。